# Música de baile

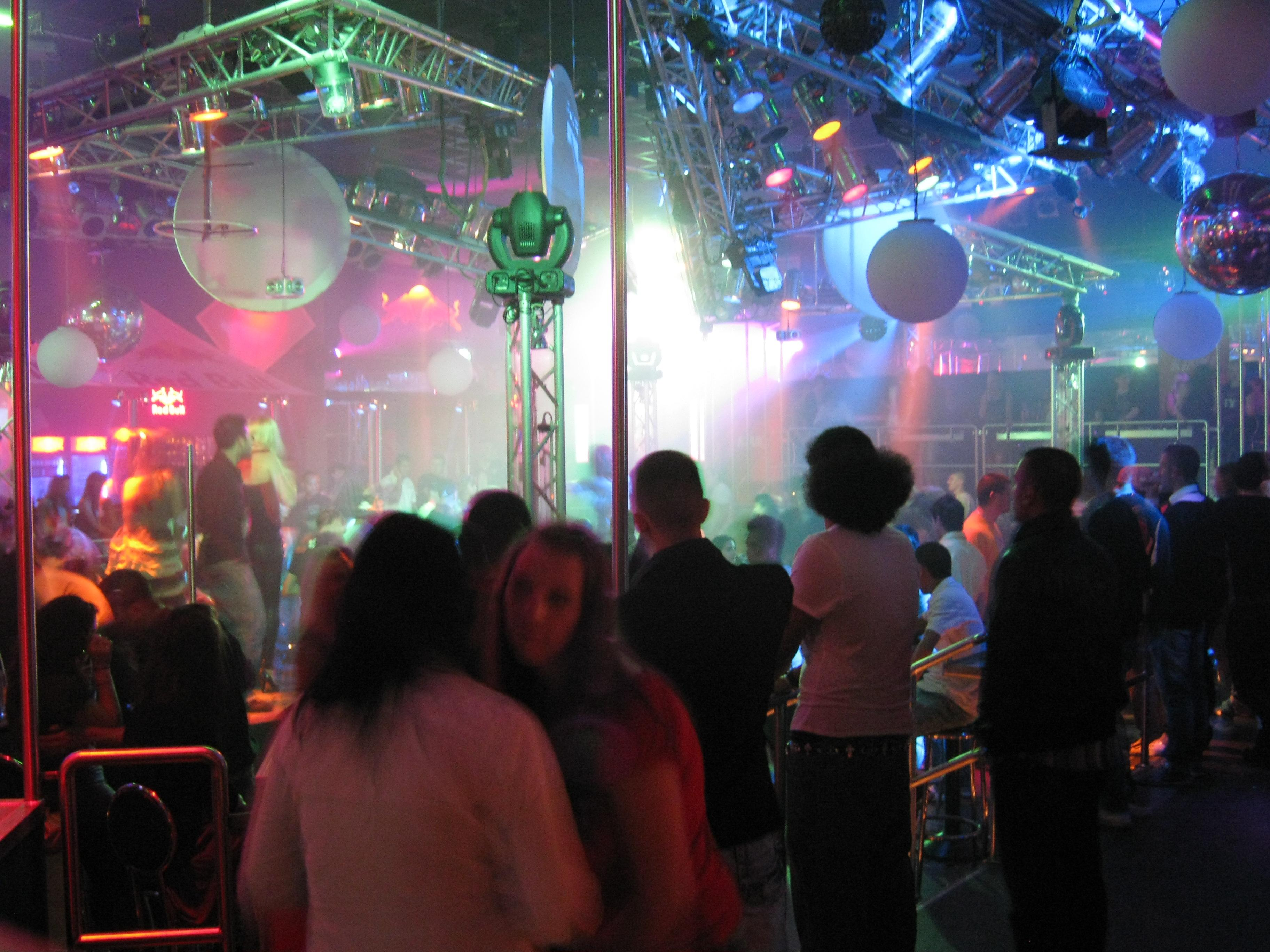
La música dance es comúnmente usada en discotecas.

La música de baile (del inglés dance music), o también llamado dance, es música específicamente compuesta para facilitar o acompañar el baile. Puede ser cualquier pieza musical completa o parte de un arreglo musical más grande. Desde las últimas décadas del siglo XX la música de baile se asocia normalmente a la música con ritmo y acordes especialmente concebidos para bailar y que es generalmente denominada música dance o similar.
Las músicas de baile tradicional y clásica suelen llevar el nombre de su danza correspondiente y a menudo es difícil saber si el nombre de la música llegó primero o el nombre del baile. Algunos géneros musicales tienen una forma de danza en paralelo, como la música barroca con la danza barroca (un minué puede ser una obra instrumental o bien una composición para danza), mientras que otros, como la música clásica y ballet clásico, presentan formas musicales no compartidas (por ejemplo, la sonata es una forma musical que no tiene una danza asociada).
Hay ocasiones en que se crea una coreografía a partir de un tema musical que inicialmente no fue concebido para bailar por lo que el género de música utilizada en la danza no necesariamente llevará el mismo estilo.

## Elementos de la música de baile
El baile o danza se compone de cinco elementos: movimiento, espacio, expresión corporal, estilo y ritmo.
La música por su parte tiene tres elementos principales que son la melodía, la armonía y el ritmo.
De acuerdo al tipo y género de baile, se acentuarán el uso de unos u otros elementos del baile respecto a la música abarcando prácticamente cualquier género musical.
Los elementos más importantes para la descripción de cada estilo viene marcado por el ritmo y el compás.

## Los diferentes ritmos musicales
El baile o danza ha ido evolucionando en muchos estilos, desde la música para ballet, hasta la música electrónica de baile. Las definiciones que constituyen a cada estilo dependen de factores sociales, culturales, estéticos, artísticos y morales, así como también del rango de instrumentos utilizados (como la música folclórica) hasta las composiciones más complejas (como en el ballet). Toda la música de baile, no importa el estilo, tiene algo en común, ya que en la mayor parte de los casos implica tener el ritmo, armonía y melodía necesarios para complementar los movimientos del cuerpo así como la expresividad deseada del conjunto. 

### Clásicos
Principalmente llevan elementos armoniosos y suaves:
- Ballet
- Danza medieval, barroca y renacentista
- Danza contemporánea
- Ballet contemporáneo

### Folclóricos
La música tradicional o folclórica es la música que se transmite de generación en generación por vía oral (y hoy día también de manera académica) como una parte más de los valores y de la cultura de un pueblo. Así pues, tiene un marcado carácter étnico que normalmente no la hace fácil de comprender a escala internacional. Son particulares el timbre, de según los instrumentos que sean usados, y los acordes. Hay muchas y sirven de ejemplo: 
- Rumba
- Tango
- Charlestón
- Pasodoble
- Fandango
- Tarantela
- Danza del vientre
- Danza africana
- Lakalaka
- Marinera
- Bacchu-ber
- Danza griega
- Danza azteca
- Polska, de Suecia
- Schuhplattler, del sur de Alemania
- Flamenco
- Jota
- Vira, de Portugal
- Danzas de conquista
- Cumbia
- Joropo

### Modernos
La música de baile moderna nace de una evolución artística iniciada en Estados Unidos y el Caribe al comenzar a integrarse la música y cánticos de los antiguos esclavos de raza negra con la música de las bandas musicales. La música moderna rompe con las reglas y criterios de la música clásica. No se somete a estructuras prefijadas de antemano. Como géneros bailables se pueden destacar:
- Jazz
- Swing
- Soul
- Disco
- Salsa
- Rock n' roll
- Twist
- Dance pop
- Chachachá
- Samba
- Foxtrot
- Funky
- Techno
- House
- Ska
- Reguetón
- K-pop

## Historia de la música de baile clásica

### Antigüedad
Se cree que la danza comenzó como un instrumento de comunicación con la naturaleza. Desde la prehistoria el ser humano ha tenido la necesidad de comunicarse corporalmente, con movimientos que expresaban sentimientos y estados de ánimo. Estos primeros movimientos rítmicos sirvieron igualmente para ritualizar acontecimientos importantes (nacimientos, defunciones y bodas). En principio, la danza tenía un componente ritual, celebrada en ceremonias de fecundidad, caza o guerra, o de diversa índole religiosa, donde aparece la música con rudimentarios objetos (huesos, cañas, troncos y conchas...) para producir sonidos.
Hay constancia de que hacia el 3000 a. C. en Sumeria ya contaban con instrumentos de percusión y cuerda (lira y arpa). En las primeras civilizaciones como en Egipto o en Mesopotamia ya se contaba con variedad de instrumentos destacando el arpa y el oboe doble. De hecho la expresión musical de Mesopotamia es considerada origen de la cultura musical occidental. 
En la Antigua Grecia, la música se vio influida por todas las civilizaciones que la rodeaban, como la mesopotámica, etrusca, egipcia o incluso las indoeuropeas, y fueron de importante influencia tanto en sus músicas como en sus instrumentos. Hay manifestaciones pictóricas que así lo manifiestan, de hecho el concepto de música ha ido evolucionando desde su origen en la Antigua Grecia, en que se reunía sin distinción a la poesía, la música y la danza como arte unitario, como por ejemplo, la cerámica griega con bailarines acompañados por músicos.
A partir de la fundación de Roma sucede un hito musical, los ludiones. Estos eran unos actores de origen etrusco que bailaban al ritmo de la tibia (una especie de aulós). Los romanos imitan estos artes y añaden el elemento de la música vocal. Ninguna música de este estilo ha llegado hasta nosotros salvo un pequeño fragmento de una comedia de Terencio. Cuando Roma conquistó Grecia ambas culturas se fundieron, pero Roma no aportó nada a la música griega. Habitualmente se utilizaba la música en las grandes fiestas.
La función principal de los instrumentos en la Antigüedad era la de acompañar a la danza, al canto y a la poesía. Hasta el siglo V (D.C.), comienzo de la Edad Media es muy raro encontrar a los instrumentos como solistas.

### Edad Media
En la Edad Media, el canto Gregoriano es la música principal en Europa. La música instrumental es tratada por la Iglesia Católica como algo que sólo sirve para adornar y distraer a los creyentes y aunque era habitual el canto y el baile entre la población no hay vestigios al no perpetuarse por escrito.
De todas formas hay conocimiento de danzas místicas, bajo la forma de cortejos expiatorios y procesiones e incluso una danza denominada macabra. La música de baile Occidental más temprana que se puede reproducir con un grado de certeza son los bailes medievales estampie, carol, saltarello, trotto y ductia al final de la Baja Edad Media (siglos XIII y XIV).

### Renacimiento
El siglo XV fue el resurgir de la música instrumental. Por primera vez en la historia se compone música instrumental sin ningún otro fin que el deleite del oído.
La danza toma una gran importancia, sobre todo entre las clases altas y, aunque coexiste con la danza menos refinada y más alegre del pueblo llano, empieza a diferenciarse la danza de la corte de la propiamente popular.
Gran parte de la música instrumental se dedica a este género y, además, con la invención de la imprenta se editan libros de coreografías. 
Las danzas principales del Renacimiento son la zarabanda, la alemanda, la pavana, la gallarda el branle, la danza Morris, la tarantela, la baja danza, el turdión, el courante y la spagnoletta.
Hay que tener en cuenta el gran número de danzas de origen español, lo que refleja su influencia cultural en esa época.

### Barroco
La música instrumental, que en la época anterior dio el primer asomo en la música académica, tuvo un auge sin precedentes en los siglos XVII y XVIII; por primera vez en la historia, la música vocal e instrumental estaban en plena igualdad
El estilo más documentado de danza barroca se desarrolló en la corte francesa durante el siglo XVII. El término «danza barroca» se utiliza a menudo para referirse específicamente a este estilo francés, que refleja el poder dominante de la época.
Las danzas barrocas que se bailaban en los salones europeos seguían siendo básicamente las mismas que se habían dado a lo largo del Renacimiento con las incorporaciones del bourrée, la gavota, la giga y el paspié, pero a partir mitad del siglo XVII surge el minueto, convertido rápidamente en el baile cortesano por excelencia por sus movimientos sobrios y refinados e intercambios de pareja.
Aparece la ópera que reúne en una sola forma las distintas artes: poesía, música, teatro, danza,... y se consolida como uno de las formas con más protagonismo a lo largo de los posteriores siglos.
En las primeras décadas del siglo XVIII, se creó y perfeccionó el sistema de notación de danza y ésta fue adquiriendo una reglamentación que daría lugar al ballet, el cual se separará posteriormente de la ópera.

### Clasicismo
La música instrumental de esta época se orienta hacia melodías equilibradas y limpias y una armonía sencilla de fácil comprensión. En un principio seguían boailándose las mismas piezas que en el Barroco salvo la inclusión de la contradanza hasta que la burguesía pasa a adquirir un papel importante y aparece el vals en la alta sociedad, refinando sus movimientos originales de varios siglos atrás de las zonas rurales y burguesas. Es la mayor revolución de toda la historia de los bailes pues el hombre abraza a la mujer por la cintura y bailan ambos frente a frente, en posición cerrada, algo jamás visto entre gente "educada" hasta entonces.
En la América colonial, la música popular ya desde finales del siglo XVIII comenzó a mostrar signos de la formación de un sonido característico con gran influencia africana y, particularmente en España, primero el fandango y posteriormente el flamenco.

### Romanticismo
El vals continúa siendo el baile principal de los salones de baile, aunque hacia mitad de siglo derivando de formas más antiguas o de otras danzas anteriores se ponen de moda nuevos bailes como la barcarola, la mazurca, la polca, la escocesa del que deriva el chotis, balada, la polonesa, el cancán y la cuadrilla (una variante de la contradanza).
En Cuba aparecen la habanera, el bolero y, más avanzado el siglo, el danzón.
Por otra parte, se hacen composiciones especiales para ballet con música ligera, decorativa, rítmicamente clara y con una variedad casi ilimitada de contagiosas melodías contenidas en sus partituras, incluidos los valses y con frecuencia se utiliza el Leitmotiv.
El cambio de las costumbres y del gusto a fines del siglo XIX dieron paso a la nueva concepción de música de baile más acorde con el concepto actual.

### Contemporánea
A finales del siglo XIX aparece en Francia el Impresionismo musical que es constantemente cambiante e impredecible, creada a partir de un motivo musical sencillo y repetitivo al comienzo, que va variando a lo largo de toda la obra, y aunque no se perciba a simple vista, está presente en todas y cada una de las frases de esta.
La música modernista dio continuidad a esa línea y tiene como principio principal la ruptura con la tradición, y la permanente innovación. Debido a esto está estrechamente ligada al vanguardismo.
El ballet comenzó a dar más importancia a la expresión sobre la técnica inaugurando el «ballet atmosférico» –solo danza, sin hilo argumental–. 
La danza expresionista supuso una ruptura con el ballet clásico, buscando nuevas formas de expresión basadas en la libertad del gesto corporal, liberado de las ataduras de la métrica y el ritmo, donde cobra mayor relevancia la autoexpresión corporal y la relación con el espacio.
La danza contemporánea o danza moderna busca expresar, a través del bailarín , una idea, un sentimiento, una emoción, al igual que el ballet clásico, pero mezclando movimientos corporales propios del siglo XX y XXI con músicas populares modernas como jazz, hip hop o ritmos latinos.

## Historia de la música de baile moderno
La música popular comprende un conjunto de géneros musicales que resultan atractivos para el gran público y que generalmente son distribuidos a grandes audiencias a través de la industria de la música. Frente a la música tradicional o folclórica, la música popular no se identifica con naciones o etnias específicas sino que tiene un carácter internacional. Entre los géneros más representativos de la música popular de nuestro tiempo se pueden destacar el pop, el rock, el dance o la música latina, entre otros.

### La era de los Bailes de Salón
Los bailes en pareja continuaron evolucionando a brazos entrelazados y miradas cara a cara, siguiendo la línea iniciada con el Vals un siglo atrás, que siguió bailándose hasta los inicios del siglo XX.
La música de baile moderna nace de una evolución artística iniciada en América a finales del siglo XIX principalmente en Estados Unidos, al comenzar a integrarse los ritmos de la música africana de los antiguos esclavos de raza negra con las marchas de las bandas musicales. Esta fusión dio lugar al blues urbano (derivado del blues primitivo que era cantado en el rural), el ragtime que derivó al jazz y el Two step, con pasos rápidos y saltos y basado en la música negra americana que evolucionó al Foxtrot. 
En Brasil, por derivación de la polca adaptándola al estilo brasileño, aparece el Maxixe. En Argentina, con raíces afrorioplatenses, gauchescas, hispanas, africanas e italianas, aparece el Tango con influencia de la habanera cubana, el candombe, el tango andaluz, la milonga, la mazurca, la polka europea y la enorme diversidad étnica de la gran ola inmigratoria llegada principalmente de Europa.
A comienzos del siglo XX el baile de salón ganó mucha popularidad entre la clase obrera como resultado del desarrollo de la Revolución Industrial. En su origen estos bailes eran meramente lúdicos y populares y su repercusión social fue de tal magnitud que dio lugar a la creación de salas específicas que dotadas de una orquesta y un pavimento adecuado facilitaran su práctica. 
La invención del fonógrafo primero, y de la radio después, permiten una difusión sin precedentes de estos nuevos géneros musicales ofreciendo ahora a una música popular fundada más sobre la práctica que sobre la escritura la oportunidad de ser trasmitida y heredada en vez de ser olvidada.
En 1917 se graba en Brasil el primer tema de Samba y tras la 1ª Guerra Mundial aparece el Charlestón, una variante del Foxtrot de gran éxito en los años 1920. Por su parte, el jazz continúa desarrollándose durante las primeras décadas del siglo XX, llegando a ser una música de gran consumo en los años 20, 30 y 40 en diversos formatos. En esta década también toman notoriedad creciente géneros tradicionales de gran influencia posterior como el Hillbilly en Estados Unidos y el Mento y el Calipso en el Caribe.
Los años 1930 fueron llamados la época del Swing, normalmente ejecutado por una Big band, que revaloriza el blues e incluye influencias europeas y del music hall. En estos años aparece el cine sonoro y contribuye enormemente a la internacionalización de géneros ya existentes al incluirlas en la banda sonora de las películas como el Quickstep (fox rápido) y el claqué, originado a partir de la fusión de las danzas de zuecos de Irlanda, el norte de Inglaterra y Escocia, combinado con los bailes practicados por los afroamericanos, como la juba en el siglo XVIII.
Al llegar los años 1940 el swing había evolucionado al Jive, el Bebop y el Boogie-woogie y ya posteriormente al West Coast jazz. 
También empezaron a ser conocidos más internacionalmente gracias al cine los ritmos latinos preexistentes como la Rumba, la Conga, el Son cubano, el Merengue, la Cumbia, la Bachata y el Mambo, apareciendo también en esta década el Chachachá a partir del danzón. 
Ese mismo año se introduce el R&B sustituyendo al término "race records" (discos de raza, referido a la raza negra). Fue el predecesor del rock and roll y, a su vez, el sucesor del rockabilly (al mezclarse con corrientes varias del country). Tiene fuertes influencias del jazz y el jump, además de la música gospel, y compases africanos.

### La era del rock y del pop
En la segunda mitad del siglo la música de baile de salón entra en decadencia, y aunque sigue gozando de popularidad, va cediendo terreno sobre todo entre la gente joven, ante el avance del rock y del pop.
En los años 1950 apareció el rock & roll y poco después su subgénero, el Rockabilly. Esta nueva música era una síntesis de blues, rhythm and blues, 
gospel y country, y supuso un revulsivo en la historia de la música moderna con letras que hablaban de hacer el amor, siendo la insignia de la primera revolución juvenil.
Como una derivación del rock and roll y en combinación con otros géneros musicales que estaban de moda en aquel momento aparece el Pop, el cual irá tomando prestado elementos de otros estilos en el futuro manteniendo la estructura de canción de corta a media duración, escritas en un formato básico (a menudo la estructura verso-estribillo). 
En Jamaica, derivando principalmente de la fusión de la música afroamericana de la época con ritmos populares propiamente jamaicanos, aparece el Ska, y en Brasil, de la samba y con una fuerte influencia del jazz la Bossa nova.
En los años 1960 surge el Twist, como una nueva variante del Rock & Roll, que aparte de su torcedura de caderas y torso, fue uno de los primeros bailes sin necesidad de contar con pareja. Por su parte, el rhythm & blues tradicional se conjugó con el gospel dando lugar a estilos como el soul y unos años más tarde el funk al añadirle jazz y ritmos latinos al soul.
El boogaloo, un ritmo latino nacido de la fusión de ritmos afrocubanos y soul, también tiene gran éxito en esta década.
Mientras, en Inglaterra surgió el Beat y con éste una oleada de grupos británicos que habían recibido la influencia del rock and roll dando lugar al Pop rock y al Rock, como término amplio, que agrupa a una gran variedad de géneros musicales: rhythm and blues, country, blues y folk, e influencias del jazz, música clásica y otras fuentes. Fue el comienzo de la "era dorada" o Rock clásico, surgiendo distintos subgéneros distintivos del género como el Blues rock, Folk rock, Country rock, Jazz rock, rock psicodélico y Hard rock.
En Centroamérica, el Ska evoluciona al rocksteady y finalizando la década el Reggae y el Dub.
La Salsa aparece desde finales de los años 1960 para definir un género musical hispano, resultante de la síntesis del son cubano y otros géneros de música caribeña, con el jazz y otros ritmos estadounidenses.
También en esta década aparecen las discotecas en Alemania y los soldados estadounidenses emplazados en la Alemania Occidental llevaron a su país el formato al finalizar la década.
En los años 1970 aparece, a partir del Garage rock y del Glam rock, el Punk, un tipo de rock sencillo, con melodías agresivas de duraciones cortas, sonidos de guitarras amplificados, ruidosos y distorsionados y, por lo general, de compases y tiempos rápidos.
El Reggae adquiere reconocimiento internacional y aparece la Lambada que adquirió fama mundial una década después.

### La era de las discotecas
La aparición de las discotecas comenzó a hacerse popular en Estados Unidos en los años 70 creándose la cultura del club con discos mezclados por Disc-jockeys (DJ). En Nueva York comenzaron a desarrollar técnicas de turntablism. Esas mismas técnicas contribuyeron a la popularización de los remixes, como una expresión "paralela" al dub, y al break beat del que nacen el Rap y el Break dance inspirando sus movimientos en la Salsa y la Capoeira, dándose así a conocer la cultura Hip hop.
En la segunda mitad de la década la Música disco o Disco como género de música de baile derivada del soul y el funk alcanza su apogeo, con toques latinos en muchos casos, popularizandose en las discotecas.
Por otra parte, el EDM adquiere un gran desarrollo desde la invención del sintetizador y tras unos años de experimentación aparecen los primeros trabajos de música de baile electrónica a partir del Eurodisco. Al final de la década el Disco va incorporando ritmos y melodías con instrumentos electónicos dando lugar al boogie, Italo disco y Hi-NRG.
El rock y el punk también los incorporan denominándose de manera genérica New Wave y con el pop dan lugar al Synth pop.
La música Pop se internacionaliza , emergiendo estilos que mezclan elementos del pop/rock occidental con la música popular local (así toman forma el Afropop, el rock latino, el J-Pop, el pop ruso, etc.). También tiene auge a principios de la década el Bubblegum pop de carácter melódico y ritmo animado, de gran influencia en décadas posteriores.
En los años 1980 van apareciendo cada vez más estilos bailables de música a partir de la introducción instrumentos electrónicos más asequibles y asistidos por ordenador denominándose post-disco en general. Aparecen el dance-rock y el Dance pop como antesala a la música Dance o EDM, el Electro funk, el Freestyle el R&B contemporáneo, el Europop y, a finales de la década, el New jack swing.
El Heavy metal originado años atrás adquiere notoriedad al eliminar las últimas influencias del blues e incluyendo algunos elementos del punk rock, dándole un nuevo énfasis en la agresividad y velocidad.

### La era de la música electrónica de baile
La incorporación de los sonidos sintetizados y la popularidad del videoclip marcaron la evolución de la música de baile de los 80, destacando la búsqueda de sonidos alternativos.
Algunas pequeñas discográficas independientes graban, gracias al abaratamiento de costes y de los avances tecnológicos, géneros musicales locales que las grandes multinacionales ignoran.
En las discotecas, la música disco dejó paso paulatinamente a la música electrónica de baile. A principios de los años 90 la gran industria discográfica comienza a prestar atención a estos géneros que comienzan a tener cada vez más popularidad.

#### 1980s
En 1980, un grupo de músicos y fabricantes se pusieron de acuerdo para estandarizar una interfaz a través del que diferentes instrumentos pudieran comunicarse entre ellos y el ordenador principal, el MIDI, y a raíz de ello es posible la aparición de la música House, primeramente en Estados Unidos, como un género ya puramente electrónico cuyas principales influencias están en el electro, synthpop, hi-NRG y las variantes más 'soul' y 'funk' de la música disco. Con variantes regionales como el Garage y con subestilos muy tempranos como el Deep house o el Acid house llega a Europa con gran éxito y facilita, a finales de la década, la llegada del Techno como fusión del primer electro europeo con italo-disco, electro funk y P-Funk. 
Mientras tanto, el EBM se desarrolla en Europa caracterizado por la fusión de música industrial, electro minimal, electropunk y post-punk.
Con la llegada del House a Europa, a partir de 1987, los discos de música de baile que utilizaban instrumentación exclusivamente electrónica se hicieron cada vez más populares. 
Aparecen nuevos sonidos como el New beat, Balearic beat, Eurohouse (incluido el Italo House) o influye fuertemente en el recién creado Dance pop y en el sonido Madchester.
La música House empezó entonces un lento proceso de integración con estilos de música bailable más comercial, pasando a formar parte del repertorio de estrellas pop de talla internacional quienes bajo la ya imparable influencia house definieron la escena bailable de los 90's.

#### 1990s
A principios de los años 1990 coge protagonismo la rave music tras el auge inicial de la música house. Inicialmente consistía en una combinación de acid house, breakbeat hardcore rápido y Hardcore techno y posteriormente derivaría en Hard house, Makina y happy hardcore. 
Paralelamente hace su aparición el Trance y el Goa trance que posteriormente irían adquiriendo fama con diferentes subestilos como Hard trance, Dream trance, progressive trance, psytrance, Balearic Trance, uplifting trance, Euro trance y Vocal trance.
El dance pop toma bases rítmicas más contundentes dando lugar al Eurodance a mitad de década, el cual en su declive se fusiona con otros ritmos dando lugar otros tipos de música Dance y a su vez influye en el Europop ya existente. 
Por su parte aparecen varios estilos de House, el progressive house que fusiona a su vez con otros géneros, el French house que se desarrolla hacia el Funky house y el UK garage, derivado del garage house, que a su vez se fusiona con el jungle para crear el Speed garage.
Mezclando con bases electrónicas, sintetizadores y/o samples con orientación dance, las músicas latinas o el rock experimentan con los nuevos sonidos apareciendo nuevas variantes electrónicas como el Merengue house o el Alternative dance respectivamente. El heavy metal pierde popularidad y se diversifica en múltiples subgéneros. El Big beat también hace su aparición presentando un nuevo paso en la conexión de la música electrónica de baile y el rock.
En cuanto al Rap se desarrolla el G-funk (Gangsta-funk o Ghetto-funk) que surge a partir del gangsta rap de la costa oeste a principios de la década de los 90. El Miami bass y el Jungle de finales de la década anterior influyen en el desarrollo del Drum and bass.
En esta década aparece la música Glitch de influencia en los géneros de las subsiguientes décadas.

#### 2000s
La tecnología informática se hace más accesible y el software musical avanza, haciéndose posible la producción musical utilizando medios que no guardan ninguna relación con las prácticas tradicionales. 
En las discotecas está en alza el vocal trance, el french house, el funky house, el nu-disco y el nu-italo en los primeros años, y van perdiendo popularidad en favor del Electro house y de nuevos ritmos latinos electrónicos entre los que destaca el Reguetón con fuerte énfasis en pulsos y ritmos para discoteca con estructura basada en el pop.
Evolucionando del UK Garage aparecen en el Grime y Bassline. En el hip hop se desarrolla el crunk, y combinandose con el nuevo electro, surge el Electro hop.
A lo largo de la década se crea el Dubstep, considerado como la culminación de un linaje de estilos como el 2-step garage, broken beat, drum and bass, jungle, dub y reggae.
Aparecen subgéneros derivados de la combinación de las nuevas tecnologías con movimientos musicales de los años 1980 como el electroclash, a principios de la década, como una reacción frente a la música electrónica del momento inspirándose en el new wave, o el electropop, a finales de la década, con un sonido más orientado hacia la música electrónica de baile y con gran éxito internacional por la gran acogida de artistas internacionales de la música dance.

#### 2010s
Gracias a los avances en la tecnología de microprocesadores, se hace posible crear música de elevada calidad utilizando poco más que un solo ordenador. Estos avances han democratizado la creación musical llevando a un incremento masivo en la producción musical casera disponible para el público en internet.
Durante los primeros años de la década el mainstream de la música de baile la sigue copando el electropop que comienza a derivar hacia sonidos más r&b o electrorock y hacia ritmos latinos, dando lugar al Electro latino.
El electro house se fusiona con otros géneros, apareciendo el Complextro, el Big room house, el Dutch house y el moombahton, del cual derivan el moombahcore (también conocido como moombahstep), con influencias del dubstep o dutch house y el Moombahsoul, con influencias del soul y deep house. Este último fusiona sonidos tropicales surgiendo el house tropical, o sonidos más electro dando lugar al Future house.
De finales de la década anterior coge fuerza el chillwave, marcado por un alto uso de procesadores de efectos, sintetizadores, looping, samplers, y líneas vocales con bastantes efectos y melodías simples, del cual surge el vaporwave.
El trap, ya conocido en los 90 como una mezcla de Hip Hop con música futuristica (música electrónica) con sonido agresivo y contenido lírico, se empieza a incorporar en producciones con influencias del southern hip hop, hardcore hip hop, crunk, house, moombahton, dubstep, electro house y big room house.

## Músicas de baile del mundo
Música de América Latina,
Música africana,
Música de Japón,
Música de China,
Arte del Sudeste Asiático,
Música de los países islámicos,
Música de India

## Listado de formas musicales de baile clásico
Véase también: Formas musicales por periodo, línea de tiempo
| Época                        | Forma musical | Definición |
| ---------------------------- | ------------- | --- |
| Medieval                     | Estampie      | Danza medieval, originaria de la Provenza, muy en boga desde el siglo XII. |
| Medieval                     | Saltarello    | Danza alegre que se desarrolló a partir de la gaillarde de Nápoles, en el XIII en Italia. |
| Renacentista                 | Branle        | Estilo de danza y forma musical del siglo XVI originario de Francia en el que el movimiento principal es lateral, y se bailaba en parejas o en un grupo formando líneas o círculos. |
| Renacentista                 | Gallarda      | Danza de pareja de tres tiempos aparecida en Lombardía hacia 1480. Frente a su solemnidad inicial, en seguida gana popularidad y se convierte en una danza de baile muy apreciada en el XVI, siguiendo habitualmente a la pavana en las suites de danza. |
| Renacentista                 | Pavana        | Danza procesional común en Europa durante el siglo XVI. |
| Renacentista y barroca       | Courante      | También llamada "corrente", "coranto" o "corant" es el nombre dado a una familia de danzas ternarias de finales del Renacimiento y principios del período Barroco. |
| Barroca                      | Alemanda      | Danza alemana barroca (siglo XVIII) de compás cuaternario o binario y simple. Término que también es usado para denominar un elemento estándar de la suite, normalmente el primer o segundo movimiento. También se puede denominar Allemanda, Almán o Almaín. |
| Barroca                      | Musette       | Una de las muchas piezas básicas para componer una suite. Es una danza francesa de los siglos XVII y XVIII, pastoril, que tomó el nombre del instrumento con el cual se ejecutaba: musette o cornamusa. También se refiere a un estilo musical predominante en París, donde el acordeón era el instrumento principal. |
| Barroca                      | Tarantela     | Forma musical tradicional del sur Italia. Conocida desde el XVII, particularmente vivaz, acompañada de una danza desenfrenada, era tocada en ceremonias qui podían durar jornadas enteras, para curar a quienes se creía víctimas de mordedura de una araña legendaria, la tarántula. Las cualidades terapéuticas que se le pretendían eran un pretexto a fin de perpetuar las danzas paganas en la Italia católica rigorista del XVII. |
| Barroca                      | Gavota        | Danza popular francesa, muy popular en la corte de Luis XIV de Francia, donde Jean-Baptiste Lully era el principal compositor. |
| Barroca                      | Giga          | Danza rápida o muy rápida, de origen probablemente inglés (jig). Cronológicamente, fue la última danza en ser integrada como elemento básico de la suite baroque. Se toca en último lugar, después de la zarabanda, pero con la posibilidad de intercalar entre ellas algunas danzas opcionales, como el minueto, gavotta, bourrée, passepied, rigaudon, etc. |
| Barroca                      | Chacona       | Danza en tres tiempos de origen hispanoamericano que, a través de España, se difundió por Europa. Durante el siglo XVII, la Chacona desarrolla un tema melódico al que se aplicaba variaciones en el bajo (basso ostinato). Monteverdi y Frescobaldi utilizaron ritmos más lentos del tipo zarabanda, muy del gusto de Couperin y Lully, que la utilizaban en sus obras escénicas. |
| Barroca                      | Minueto       | Antigua danza tradicional de la música barroca originaria de la región francesa de Poitou que alcanzó su desarrollo entre 1670 y 1750. Fue introducida en la corte francesa por Jean-Baptiste Lully (1673) que la incluyó en sus óperas y, a partir de ese momento, formó parte de óperas y ballets. |
| Barroca                      | Zarabanda     | Danza lenta, originaria de América Central, que se popularizó en las colonias españolas, antes de cruzar el Atlántico para llegar a España. Posteriormente, se convirtió en un movimiento tradicional en la suite durante el Barroco. |
| Barroca                      | Bourrée       | Danza tradicional de parejas, de origen francés, siglo XVI. La bourrée es una danza rápida que se utilizó en la suite barroca y en los ballets y las óperas francesas del siglo XVII y el siglo XVIII. |
| Barroca, clásica y romántica | Barcarola     | Canción folclórica cantada por los gondoleros venecianos, o una obra musical escrita en aquel estilo. En la música clásica, las dos más famosas son la de la ópera Los cuentos de Hoffmann de Jacques Offenbach, y la Barcarola en fa sostenido mayor, para piano, Opus 60 de Frédéric Chopin. |
| Barroca, clásica y romántica | Divertimento  | Forma musical que fue muy popular durante el siglo XVIII, compuesta para un reducido número de instrumentos. De forma similar a la suite, y al igual que ésta, estaba formada por movimientos de danza, aunque más cortos y simples, y más libres en su conjunto. |
| Clásica y romántica          | Ballet        | Género dramático cuya acción es representada por medio de pantomimas y danzas. El ballet cortesano francés, es contemporáneo de los primeros ensayos de la monodía dramática de Florencia (los intermedios, de finales del siglo XVI). De las representaciones de los ballets de la corte nacen la ópera-ballet y la comedia-ballet de Lully y de Molière. El ballet intercalado, insertado en una ópera, es específico del arte lírico francés, como se refleja en las representaciones de las tragedias líricas de Lully y de Rameau. La reforma de Noverre (ballet de acción) e incluso las de Gluck. |
| Clásica                      | Vals          | Elegante baile musical originario del siglo XII. Su característica más significativa es que sus compases son de 3/4. |
| Clásica y romántica          | Mazurca       | Danza animada de pareja, tradicional de Polonia, del siglo XVI, algo más rápida que la polonesa. Originalmente un baile de salón, se convirtió en una danza popular. Se dio a conocer por toda Europa, junto con la polca (de estructura similar), durante la segunda mitad del siglo XIX. Se parece al vals y al minué (de origen francés, la más famosa danza durante el siglo XVIII) en cuanto a su estructura y a su movimiento moderado. Especialmente fue Frédéric Chopin el precursor de esta forma musical en la música clásica y de concierto.                                                  |
| Clásica y romántica          | Polonesa      | Danza polaca de movimiento moderado y en compás de 3/4. En su origen (siglo XVI) era una marcha solemne que daba principio y fin a las fiestas de la nobleza; las parejas, tomadas de las manos y guiadas por el dueño de la casa, atravesaban salas, galerías y jardines, haciendo los más extravagantes movimientos. Durante el siglo XVIII se produjo la estilización de la polonesa. Es en esta época donde la polonesa se entronca dentro de la Suite, tomando la forma de Zarabanda o de Rondó. |
| Clásica y romántica          | Scherzo       | Se desarrolló a partir del minueto, y gradualmente lo fue sustituyendo en el tercer (o a veces segundo) movimiento de la sonata, el cuarteto de cuerdas y la sinfonía. Tradicionalmente conserva la forma ternaria del minueto, pero es más rápido y casi siempre de naturaleza alegre. |
| Romántica                    | Rapsodia      | Pieza musical característica del romanticismo compuesta por diferentes partes temáticas unidas libremente y sin relación alguna entre ellas. Es frecuente que estén divididas en dos secciones, una dramática y lenta y otra más rápida y dinámica, consiguiendo así una composición de efecto brillante. |
| Romántica                    | Bolero        | Género musical de origen español, desarrollado en varios países hispanoamericanos como Argentina, Colombia, Cuba, Ecuador, España, México, Perú, Puerto Rico, Venezuela, y otros. El ritmo del bolero es de un compás de cuatro tiempos. Su forma de bailar tan simple lo hizo popular en todo el mundo, en todos los ambientes y entre todas las clases sociales. |
| Romántica                    | Polka         | Danza popular aparecida en Bohemia hacia 1830. Su forma deriva directamente del minué, con una instrucción que prepara la entrada del tema y una coda que sirve de final a la obra. |

## Listado de formas musicales de baile moderno
| Época                                  | Forma musical               | Definición |
| -------------------------------------- | --------------------------- | --- |
| siglo XIX                              | Tango                       | Género musical y danza, característicos de la región del Río de la Plata que revolucionó el baile popular introduciendo una danza sensual de pareja abrazada. El tango tiene compás de 4/4 (a pesar de que se le llama «El dos por cuatro») y forma binaria (tema y estribillo). |
| siglo XIX                              | Ragtime                     | Género musical estadounidense derivado de la marcha y de ritmos provenientes de la música africana. Usualmente lleva un metro de 2/4 o 4/4 con un patrón de bajo de octavas en la mano izquierda en los tiempos impares y acordes triada usualmente ejecutados en primera o segunda inversión en los tiempos pares, acompañado de una melodía sincopada en la mano derecha. |
| siglo XIX y primera mitad del siglo XX | Jazz                        | Género musical nacido a finales del siglo XIX en Estados Unidos a partir del Ragtime, Blues y música africana, con una cualidad rítmica especial conocida como swing, improvisación y un sonido y un fraseo que reflejan la personalidad de los músicos ejecutantes. Su identidad musical es compleja y no puede ser delimitada con facilidad creándose estándares del jazz de temas musicales que han adquirido cierta notoriedad. |
| Década 1900 en adelante                | Samba                       | Género musical originado en Brasil de raíces africanas incorporando polca, maxixe, lundu y xote, adquiriendo un carácter singular. Su ritmo es rápido de 50 a 54 tiempos/minuto. Se distingue por su compás binario de gran vivacidad con predominio de la síncopa. |
| Década 1910 y 1920                     | Foxtrot                     | Baile estadounidense, que nace en 1912 con las primeras orquestas de jazz. Su nombre significa, literalmente, «trote del zorro» y alude a las primitivas danzas negras. En la década de 1920 el Charlestón, una variedad del foxtrot hizo furor por ser uno de los bailes más extravagantes y conocidos hasta esa fecha. El fox lento se baila a 32 compases por minuto. El Quickstep, en cambio, tiene entre 50 y 52 compases por minuto. |
| Década 1940 en adelante                | Música de América Latina    | Comprende géneros autóctonos de la región como Bolero, Salsa, Bossa nova, música tropical, merengue o bachata, entre otros, y también los géneros latinos y tropicales que derivan de estilos más internacionales como el pop, rock y jazz latinos. Específicamente, las formas españolas de composición de canciones, los ritmos africanos y la armonía europea son partes importantes de la música tropical y latina. |
| Década 1940 en adelante                | Rhythm and blues            | Género de música popular afroamericana que tuvo su origen en Estados Unidos a partir del blues, el jazz y el gospel. A partir de 1980 hay un resurgimiento con la llegada de la música electrónica en la que combina elementos de hip hop, soul, R&B clásico, pop y funk. Al tener influencias del jazz su identidad musical es compleja y no puede ser delimitada con facilidad. |
| Década 1950                            | Rock and roll               | Género musical de ritmo marcado, derivado de una mezcla de diversos géneros música folclórica estadounidense, (doo wop, rhythm and blues, hillbilly, blues, country y western son los más destacados). Sigue la estructura del blues de compases (8,12,16 o combinados). En muchos casos, el rock and roll clásico fue una aceleración del blues en tono mayor con el peso rítmico recayendo sobre los tiempos 2 y 4. |
| Década 1950 en adelante                | Pop                         | Género musical desarrollado en los países anglosajones bajo la influencia del rythm and blues, y de la música folk británica. Puede tomar prestado a menudo elementos de otros estilos manteniendo la estructura verso-estribillo. Generalmente marcado por un ritmo constante, un estilo afín a la corriente dominante y una estructura tradicional de treinta y dos compases. La armonía coincide con la de la tonalidad europea clásica, utilizando ciclos de subdominante-dominante-tónica o la escala de blues.                                                                                                |
| Década 1960 en adelante                | Rock                        | Término amplio que agrupa a una gran variedad de géneros musicales centrados en la guitarra eléctrica. Subgéneros distintivos por aparición son garage rock, blues rock, folk rock, country rock, jazz rock fusión, rock psicodélico, rock progresivo, glam rock, heavy metal y derivados, punk y derivados, new wave, rock alternativo y derivados... Típicamente, el rock es una música centrada en las canciones, habitualmente con compás de 4/4 y usando una estructura verso-estribillo, pero el género se ha vuelto extremadamente diverso y las características musicales comunes son difíciles de definir. |
| Década 1960                            | Soul                        | Género musical originario de Estados Unidos que combina elementos del Góspel y del Rhythm and blues. Los ritmos pegadizos, acentuados por palmas y movimientos corporales espontáneos, la llamada y respuesta entre el solista y el coro y un sonido vocal particularmente tenso son importantes elementos del soul. |
| Década 1960                            | Funk                        | Género musical fusión de soul, jazz, ritmos latinos y R&B que reduce el protagonismo de la melodía y de la armonía y da mayor peso a la percusión y a la línea de bajo eléctrico dando lugar a una nueva forma musical rítmica y bailable. |
| Década 1970 en adelante                | Breakbeat                   | Agrupación de varios subgéneros de música electrónica, generalmente caracterizados por el uso de patrones rítmicos diferentes del 4/4, primero el Hip hop, en los 80 Jungle, en los 90 Big beat y Drum and bass, en los 2000 Dubstep o en los 2010 Moombahton. Se trata, en esencia, de una secuencia de breaks o "roturas" de una base rítmica formada por golpes de batería, en forma de compás cuaternario con subdivisión binaria 4/4, combinando ritmos four-to-the-floor con breaks. |
| Década 1970                            | Disco                       | Género musical de baile derivado del rhythm & blues que mezcló elementos de géneros anteriores, como el soul y el funk, con toques latinos. Compás de 4/4, marcado por una figura de charles, de ocho o dieciséis tiempos, y una línea predominante de bajo sincopado, con voces fuertemente reverberadas. Ritmos repetitivos entre 110 y 136 bpm, pegadizos y con frecuencia inspirados por ritmos de origen latino como merengue, rumba o samba. |
| Década 1980 en adelante                | Música electrónica de baile | El EDM o, simplemente, dance, es un conjunto de géneros de música electrónica, como el Italo disco, el híbrido dance pop, house, techno o trance, entre otros. Ritmos bien marcados y repetitivos [4-on-the-floor] dando lugar desde melodías alegres a loops monótonos sincopados. La música Dance puede combinar con cualquier otra música de baile como el pop (Dance Pop), breakbeat (drum & bass o dubstep), latina (reguetón o moombahton), rock (rock electrónico) jazz (Nu jazz). |

## Bailes regionales de España
Algunos bailes con música folclórica de España son:
- Jota, danza popular muy extendida en España
- Baile de bastones, danza popular muy extendida por Cataluña y Aragón
- Baile de cossis de Tarragona
- Baile de Diablos Malditos de Salou, (en catalán: Ball de diables maleïts de Salou)
- Baile de diablos, tradición catalana
- Baile de las cintas, tradicional de varias culturas
- Baile de los cossiers, grupo de danzas populares mallorquinas
- Baile de los pollos, típico del norte de León y sur de Asturias
- Baile de mayordomos, tradicional del Alto Aragón, España
- Malagueña (baile), de las Islas Canarias (España)
- Isa, de las Islas Canarias (España)
- Rondón (baile), típico de la Sierra de Gredos y del Valle del Alberche